# فرانسیس زامیت دیمچ
فرانسیس زامیت دیمچ (انگلیسی: Francis Zammit Dimech; ۲۳ اکتبر ۱۹۵۴ – ۲۱ آوریل ۲۰۲۵) سیاست‌مدار اهل مالت بود. وی از ۲۸ نوامبر ۲۰۱۲ تا ۱۳ مارس ۲۰۱۳ وزیر امور خارجه این کشور بود.
فرانسیس زامیت دیمچ در ۲۱ آوریل ۲۰۲۵، بعد از یک دوره طولانی مبارزه با بیماری سرطان در سن ۷۰ سالگی درگذشت.